# مارك فاينستاين
مارك فاينستاين هو محامي وسياسي أمريكي، ولد في 24 فبراير 1953 في ميتشل في الولايات المتحدة. نشط حزبياً في الحزب الديمقراطي. وقد انتخب عضو مجلس نواب داكوتا الجنوبية ‏.